# Senonnes
Senonnes là một xã thuộc tỉnh Mayenne trong vùng Pays de la Loire tây bắc nước Pháp. Xã này nằm ở khu vực có độ cao trung bình 90 mét trên mực nước biển.
Sông Semnon chảy theo hướng tây qua phía nam thị trấn, sau đó tạo thành phần lớn ranh giới phía tây nam.